# Zisterzienserinnenabtei Sainte-Catherine (Avignon)

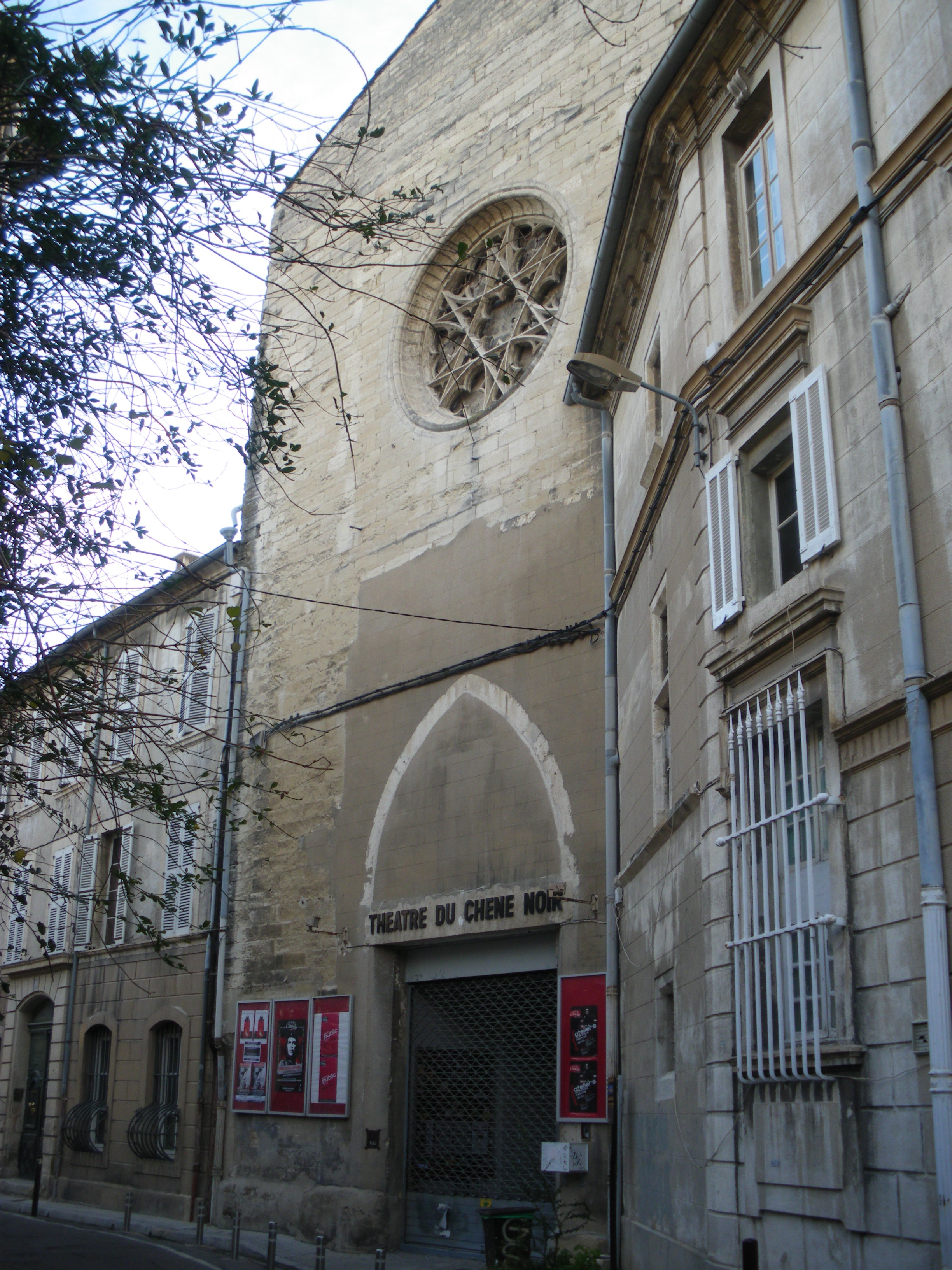
Ehemalige Klosterkirche

Die Zisterzienserinnenabtei Sainte-Catherine  war von 1150 bis 1792 ein französisches Kloster der Zisterzienserinnen in Avignon, Département Vaucluse. Die Gebäude sind seit 1974 als Monument historique klassifiziert.

## Geschichte
Das Benediktinerinnenkloster Montdevergues, das 1150 von Bernhard von Clairvaux persönlich in den Zisterzienserorden eingegliedert wurde, wechselte 1254 zu seiner größeren Sicherheit in die benachbarte Stadt Avignon, gründete 1636 ein Tochterkloster in Manosque (Peugniez, S. 318) und wurde 1792 durch die Französische Revolution aufgelöst. Zwei der Nonnen, die Schwestern Marguerite-Eléonore (* 1746) und Madeleine-Françoise (* 1754) de Justamond, die in Bollène ihre Berufung heimlich weiterlebten, wurden zusammen mit den anderen Märtyrinnen von Orange im Juli 1794 hingerichtet und 1906 seliggesprochen. Die 1974 unter Denkmalschutz gestellte Kirche des Klosters beherbergt heute das Théâtre du Chêne noir (in der Rue Sainte-Catherine), das im Festival von Avignon eine Rolle spielt.